# Centralni mashan miao jezik
Centralni mashan miao jezik (central mashan hmong; ISO 639-3: hmm), jedan od jezika skupine hmong, porodice Mjao-jao ili hmong-mien, kojim govori 70 000 ljudi (1995 F. Wang) na središnjem jugu kineske provincije Guizhou u okruzima Ziyun, Wangmo i Luodian.
Član je makrojezika hmong [hmn]. Etnički čine dio nacionalnosti Mjao (Miao)

## Vanjske poveznice
- Ethnologue (14th)
- Ethnologue (15th)